# 国道422号

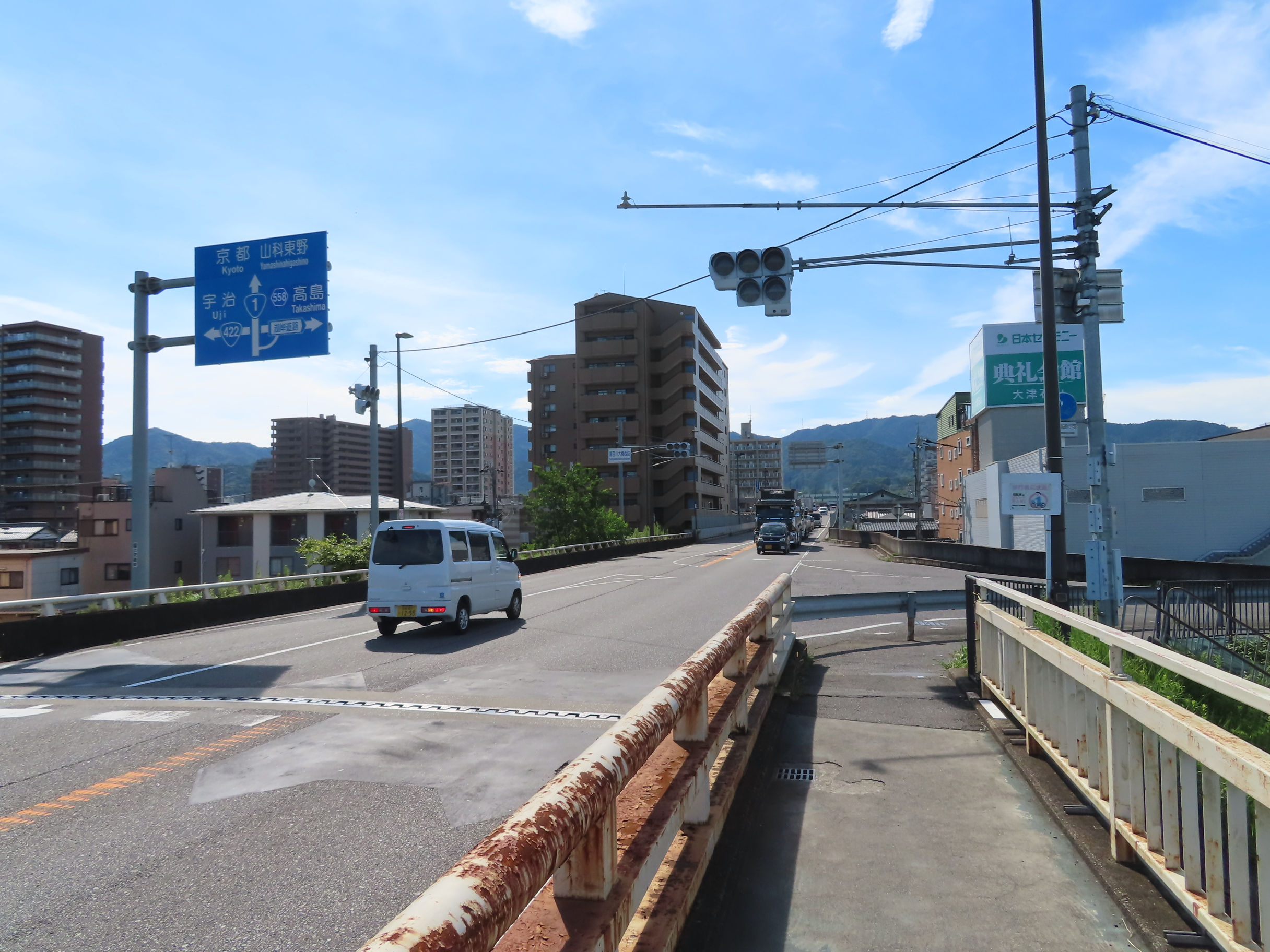
国道422号 起点
滋賀県大津市 瀬田川大橋西詰交差点

国道422号（こくどう422ごう）は、滋賀県大津市から三重県北牟婁郡紀北町に至る一般国道である。

## 概要

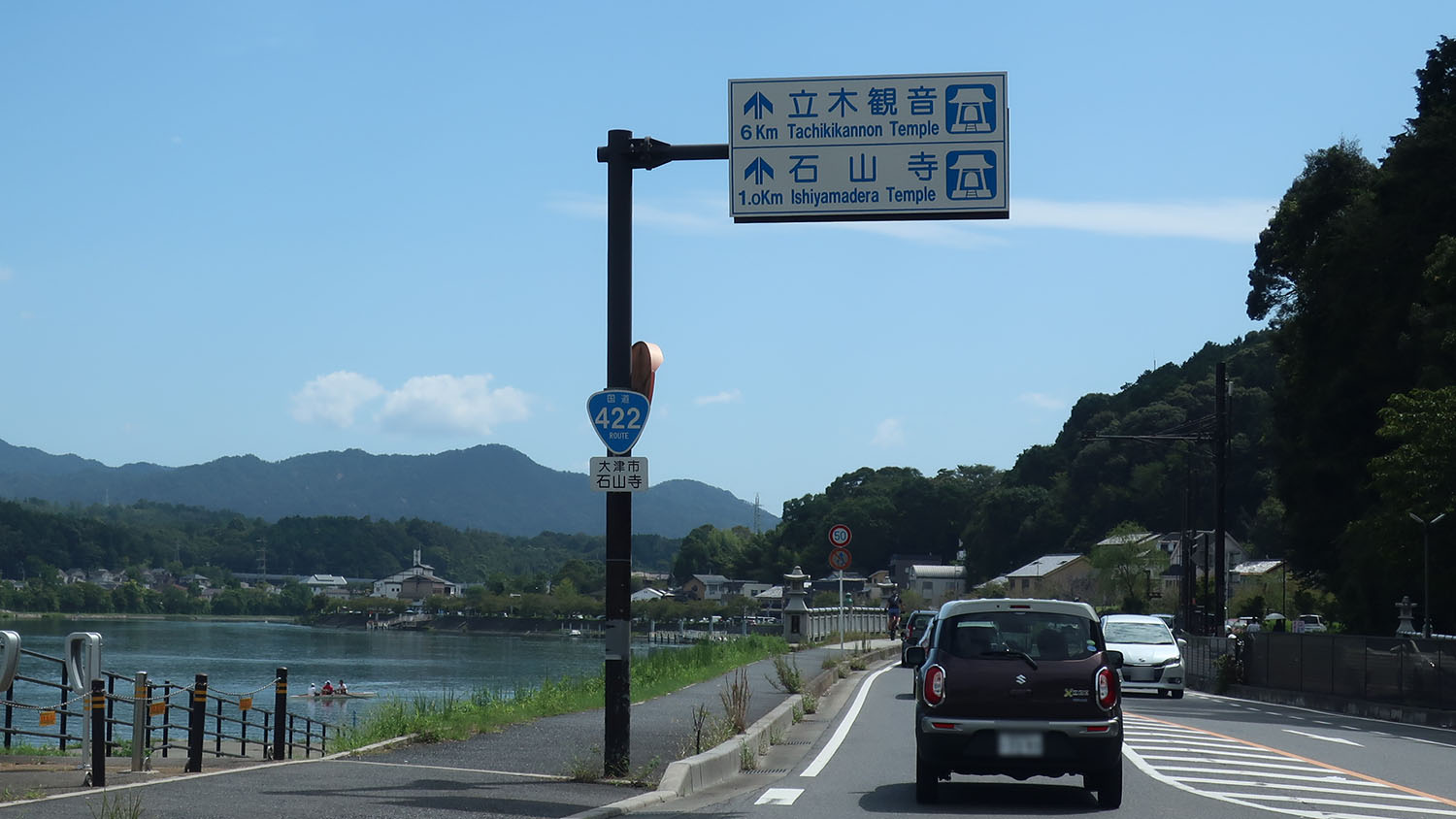
瀬田川沿いを通過
滋賀県大津市螢谷

滋賀県の県庁所在地である大津市の国道1号分岐（瀬田川大橋西詰交差点）から瀬田川に沿って南下して信楽山地を通過し、三重県の上野盆地や紀伊山地北東部の山中を越えて、熊野灘に面する北牟婁郡紀北町の国道42号交点（東長島北交差点）と結ぶ延長約175 kmの一般国道の路線で、主な通過地は、滋賀県甲賀市信楽町、三重県伊賀市、津市美杉町、松阪市飯高町、多気郡大台町である。三重県内に、通行不能区間が2か所ある。他の一般国道路線と重用する区間が複数あり、伊賀 - 名張間が国道165号、名張 - 津間が国道368号、松阪市で国道166号と重用するほか、滋賀県甲賀市内で国道307号とも重用する。伊賀市内で高規格幹線道路（高速道路）である名阪国道（国道25号）と上野東ICで交差接続する。

### 路線データ
一般国道の路線を指定する政令に基づく起終点および重要な経過地は次のとおり。
- 起点：大津市（瀬田川大橋西詰交差点 = 国道1号交点）
- 終点：三重県北牟婁郡紀伊長島町[注釈 2]（東長島北交差点 = 国道42号交点）
- 重要な経過地：滋賀県甲賀郡信楽町[注釈 3]、上野市[注釈 4]、三重県名賀郡青山町[注釈 4]、名張市、奈良県宇陀郡御杖村、三重県一志郡美杉村[注釈 5]、同県飯南郡飯高町[注釈 6]
- 総延長 : 174.7 km（三重県 138.8 km、滋賀県 35.9 km）重用延長を含む。[2][注釈 7]
- 重用延長 : 54.3 km（三重県 46.7 km、滋賀県 7.6 km）[2][注釈 7]
- 未供用延長 : なし[2][注釈 7]
- 実延長 : 120.5 km（三重県 92.2 km、滋賀県 28.3 km）[2][注釈 7]
  - 現道 : 113.5 km（三重県 91.9 km、滋賀県 21.6 km）[2][注釈 7]
  - 旧道 : 3.6 km（三重県 - km、滋賀県 3.6 km）[2][注釈 7]
  - 新道 : 3.4 km（三重県 0.3 km、滋賀県 3.2 km）[2][注釈 7]
- 指定区間：なし[3]

## 歴史
- 1982年（昭和57年）4月1日 - 滋賀県道315号・三重県道2号大津上野線の全線[4][5]と三重県道29号上野阿保白山線[5]の一部をもって、一般国道422号（大津市 - 三重県名賀郡青山町[注釈 4]）として指定施行[6]。
- 1993年（平成5年）4月1日 - 三重県道30号嬉野飯高線の一部、三重県道424号飯高清滝大宮線の一部、三重県道11号紀伊長島飯高線を編入[7][8]し、一般国道422号（大津市 - 三重県北牟婁郡紀伊長島町[注釈 2]）として指定施行[9]。
- 1998年（平成10年）2月20日 - 多気郡大台町内の八知山トンネルが崩落の危険があるため通行止めになる[10]。
- 2006年（平成18年）12月20日 - 大津市内の大石バイパスの開通。
- 2013年（平成25年）3月18日 - 紀北町内の紀伊長島インターチェンジに連絡する「紀伊長島インター線」の開通。
- 2017年（平成29年）2月25日 - 多気郡大台町内の新八知山トンネルの開通[11]。
- 2018年（平成30年）2月25日 - 伊賀市内の三田坂バイパスの全線開通[12]。
- 2019年（令和元年）
  - 5月26日 - 大津市内の大石東バイパスのうち、瀬田川令和大橋の開通[13]。この橋は国道の橋の名称に「令和」を用いた全国初の事例である[14]。
  - 9月14日 - 大石東バイパスの全線開通[15]。
- 2021年（令和3年）3月28日 - 北牟婁郡紀北町島原地内のバイパス（342 m）が開通[16]。
- 2022年（令和4年）3月29日 - 大津市南郷6丁目 - 大石東2丁目の大石東バイパス旧道が国道422号の指定を外れ、滋賀県道29号瀬田大石東線に変更[17]。

## 路線状況

### バイパス
- 大石東バイパス
- 大石バイパス
- 三田坂バイパス
- 比奈知バイパス（国道368号重複区間）
- 紀伊長島インター線

### 重複区間

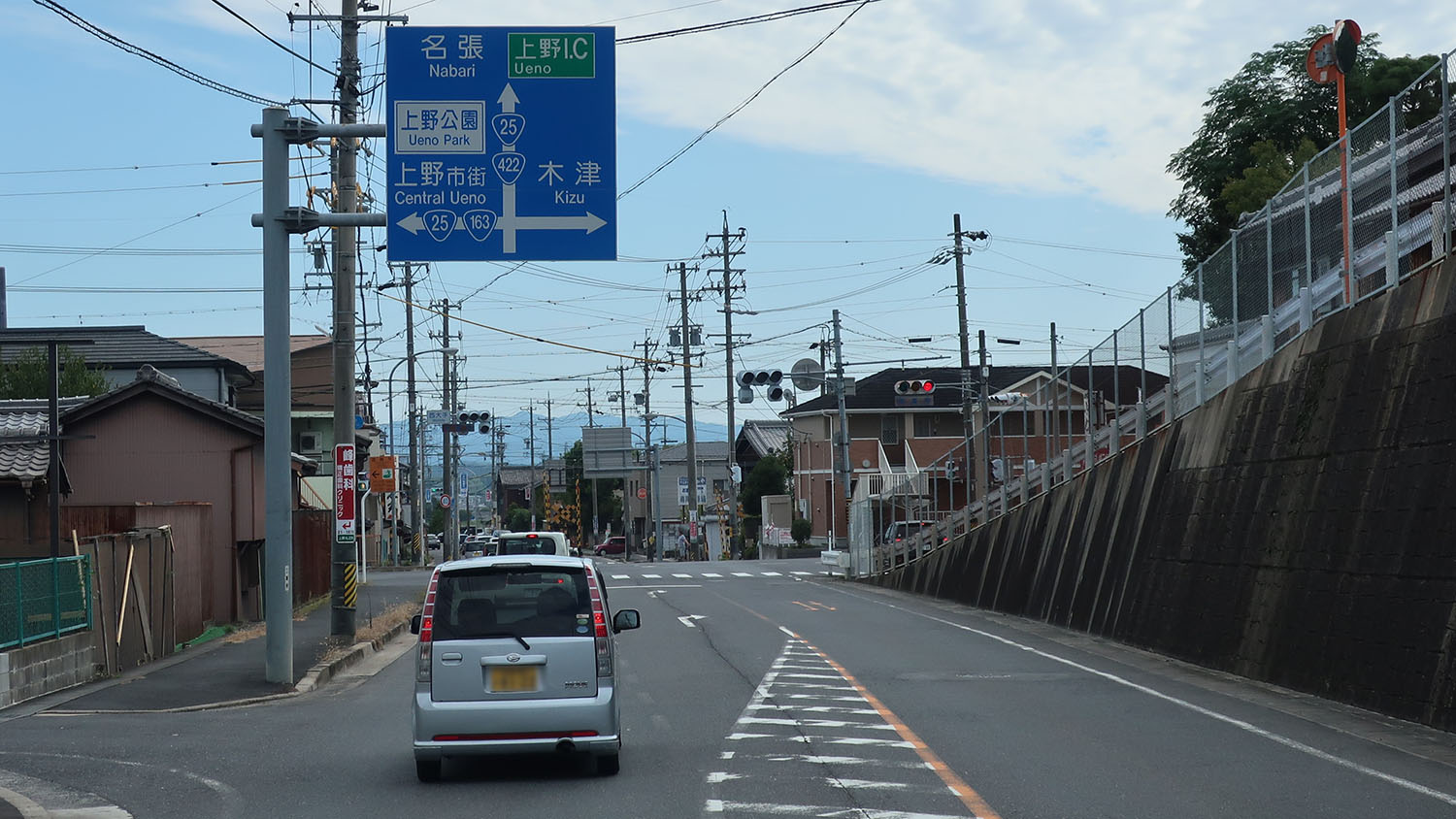
国道25号(非名阪)との重複
三重県伊賀市上野西大手町

- 国道307号（滋賀県甲賀市信楽町・石倉橋交差点 - 立石橋交差点）
- 国道163号（三重県伊賀市小田町 - 伊賀市上野西大手町）
- 国道25号（三重県伊賀市上野西大手町 - 伊賀市・八幡交差点）
- 国道165号（三重県伊賀市・青山羽根交差点 - 名張市蔵持町原出）
- 国道368号（三重県名張市蔵持町原出 - 津市美杉町上多気）
- 国道369号（奈良県御杖村・御杖交差点 - 津市美杉町上多気）
- 国道166号（三重県松阪市作滝 - 松阪市富永）

### 未開通（車両通行不能）区間
- 三重県
  - 津市美杉町木地屋 - 庄司峠 - 松阪市飯高町荒滝不動（約3 km、徒歩で2時間弱）
  - 多気郡大台町野又谷 - 野又峠 - 多気郡紀北町下河内（野又谷末端部は行き止まりで、野又峠に行くためには野又橋まで引き返す必要がある）

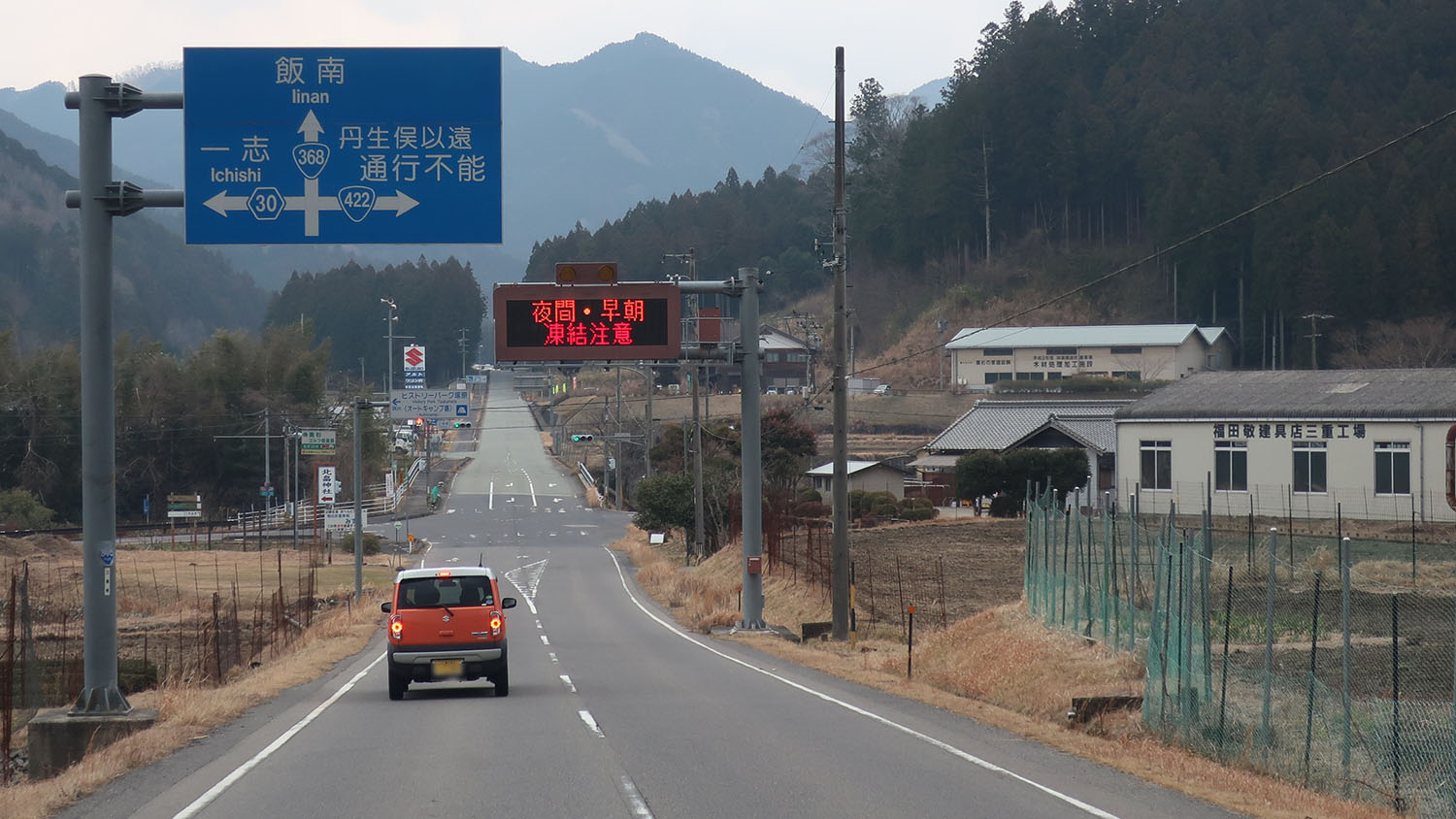
国道368号との分岐 丹生俣(庄司峠)より先、 走行不能の案内 三重県津市美杉町上多気
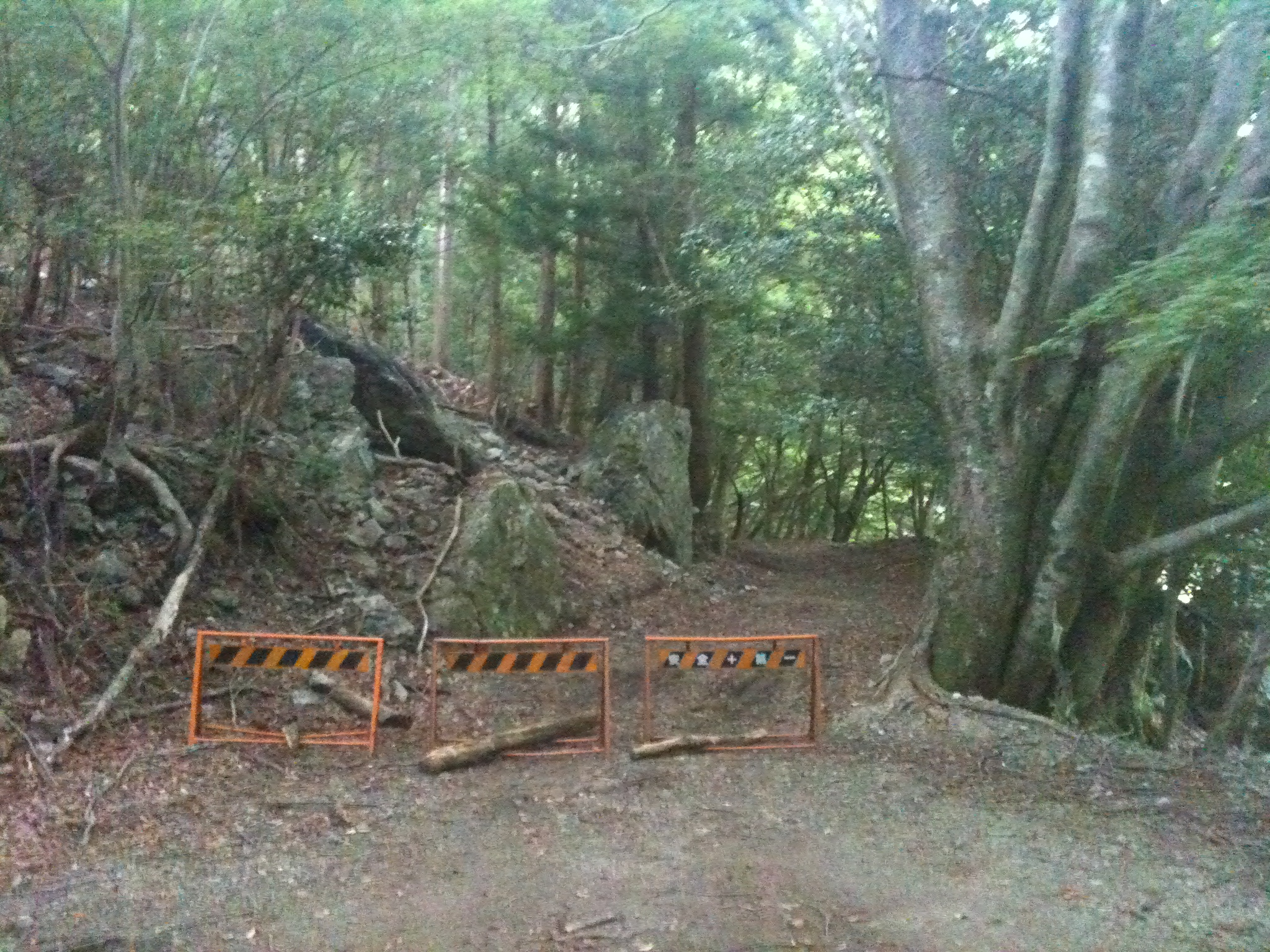
大台町 - 紀北町の不通区間、大台町側より撮影 （2011年7月）

## 地理

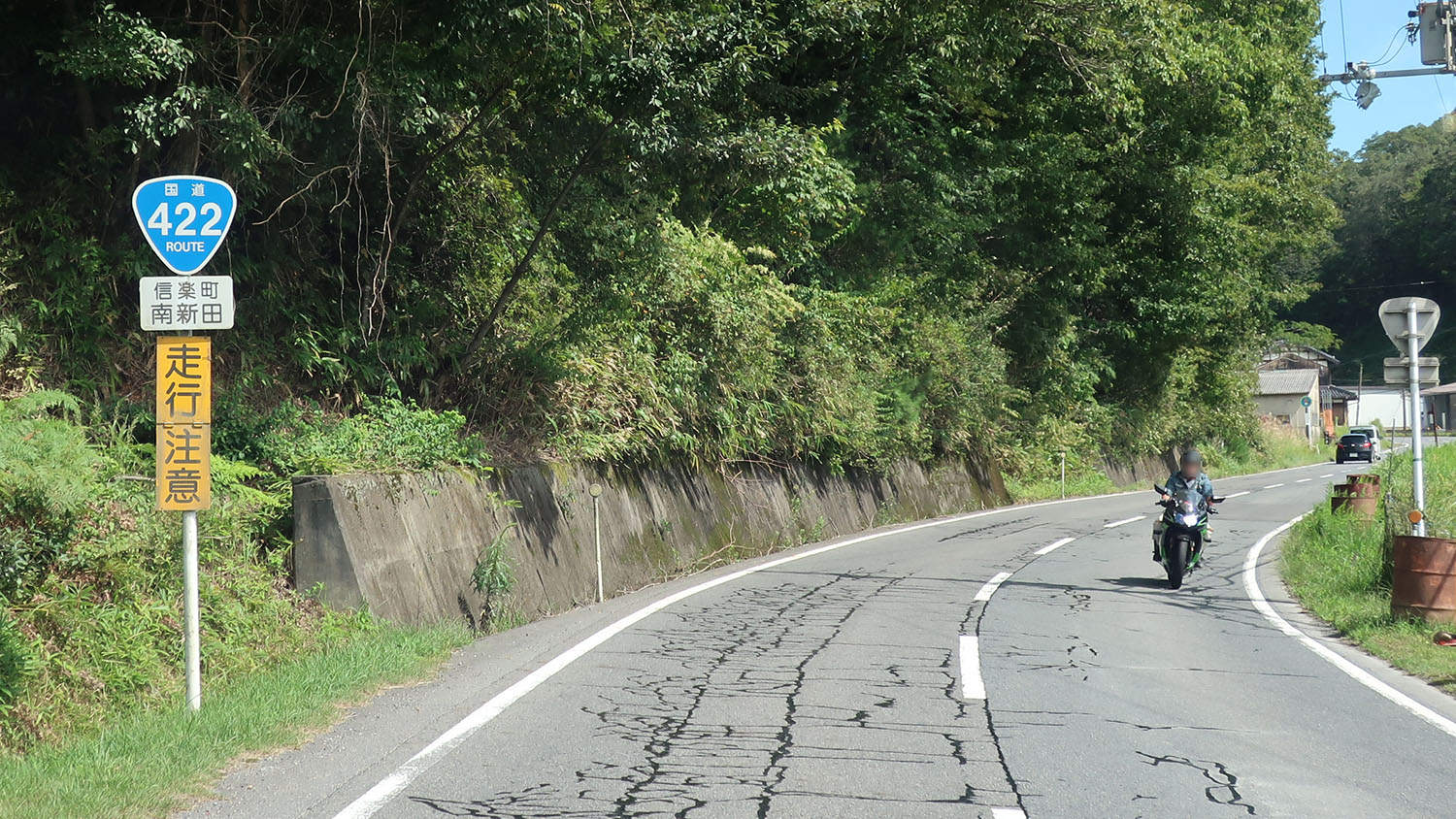
滋賀県甲賀市信楽町神山
(2018年9月撮影)

### 通過する自治体
- 滋賀県
  - 大津市 - 甲賀市
- 三重県
  - 伊賀市 - 名張市 - 津市
- 奈良県
  - 宇陀郡御杖村
- 三重県
  - 津市 - （未開通区間） - 松阪市 - 多気郡大台町 - （未開通区間） - 北牟婁郡紀北町

### 交差する道路
| 交差する道路                                  | 交差する場所 | 交差する場所 | 交差する場所 | 交差する場所     | 備考                                         |
| --------------------------------------------- | ------------ | ------------ | ------------ | ---------------- | -------------------------------------------- |
| 国道1号 国道8号 重複                          | 滋賀県       | 大津市       | 大津市       | 瀬田川大橋西詰   |                                              |
| 滋賀県道2号大津能登川長浜線                   | 滋賀県       | 大津市       | 大津市       | 唐橋西詰         |                                              |
| 滋賀県道・京都府道3号大津南郷宇治線           | 滋賀県       | 大津市       | 大津市       | 鹿跳橋西詰       |                                              |
| 滋賀県道29号瀬田大石東線                      | 滋賀県       | 大津市       | 大津市       | （大石東二丁目） |                                              |
| 国道307号                                     | 滋賀県       | 甲賀市       | 甲賀市       | （信楽町下朝宮） | ※ここから甲賀市立石橋まで国道307号と重複     |
| 国道307号                                     | 滋賀県       | 甲賀市       | 甲賀市       | 立石橋           |                                              |
| 三重県道・滋賀県道50号伊賀信楽線              | 滋賀県       | 甲賀市       | 甲賀市       | （信楽町神山）   |                                              |
| 国道163号                                     | 三重県       | 伊賀市       | 伊賀市       | 小田西           | ※ここから伊賀市西大手まで国道163号と重複     |
| 国道25号                                      | 三重県       | 伊賀市       | 伊賀市       | 西大手           | ※ここから伊賀市八幡まで国道25号と重複        |
| 国道25号 国道368号                            | 三重県       | 伊賀市       | 伊賀市       | 八幡             |                                              |
| 国道25号（名阪国道）                          | 三重県       | 伊賀市       | 伊賀市       | 上野東I.C        |                                              |
| 三重県道57号上野名張線                        | 三重県       | 伊賀市       | 伊賀市       | （上神戸）       |                                              |
| 国道165号 三重県道29号松阪青山線              | 三重県       | 伊賀市       | 伊賀市       | 青山羽根         | ※ここから名張市蔵持町原出まで国道165号と重複 |
| 国道165号 国道368号                           | 三重県       | 名張市       | 名張市       | 蔵持町原出       | ※ここから津市上多気まで国道368号と重複       |
| 国道369号                                     | 奈良県       | 宇陀郡       | 御杖村       | 敷津             |                                              |
| 三重県道15号久居美杉線                        | 三重県       | 津市         | 津市         | 奥津             |                                              |
| 国道368号 三重県道30号嬉野美杉線              | 三重県       | 津市         | 津市         | 上多気           |                                              |
| 津市美杉町丹生俣 - 松阪市飯高町赤桶間未開通   |              |              |              |                  |                                              |
| 国道166号                                     | 三重県       | 松阪市       | 松阪市       | （飯高町赤桶）   | ※ここから松阪市飯高町富永まで国道166号と重複 |
| 国道166号                                     | 三重県       | 松阪市       | 松阪市       | （飯高町富永）   |                                              |
| 三重県道31号大台宮川線                        | 三重県       | 多気郡       | 大台町       | （天ヶ瀬）       |                                              |
| 三重県道53号大台ヶ原線                        | 三重県       | 多気郡       | 大台町       | （桧原）         |                                              |
| 多気郡大台町桧原 - 北牟婁郡紀北町十須間未開通 |              |              |              |                  |                                              |
| 紀勢自動車道                                  | 三重県       | 北牟婁郡     | 紀北町       | 紀伊長島I.C      |                                              |
| 国道42号                                      | 三重県       | 北牟婁郡     | 紀北町       | 東長島北         |                                              |

※ 交差する場所の括弧書きは地名、それ以外は交差点名で表示

### 峠
- 滋賀県
  - 桜峠（甲賀市 - 三重県伊賀市）
- 三重県
  - 三田坂（伊賀市）
  - 庄司峠（分断区間上、松阪市 - 津市）
  - 野又峠（分断区間上、多気郡大台町 - 北牟婁郡紀北町）
  - 湯谷峠（北牟婁郡紀北町）

## ギャラリー

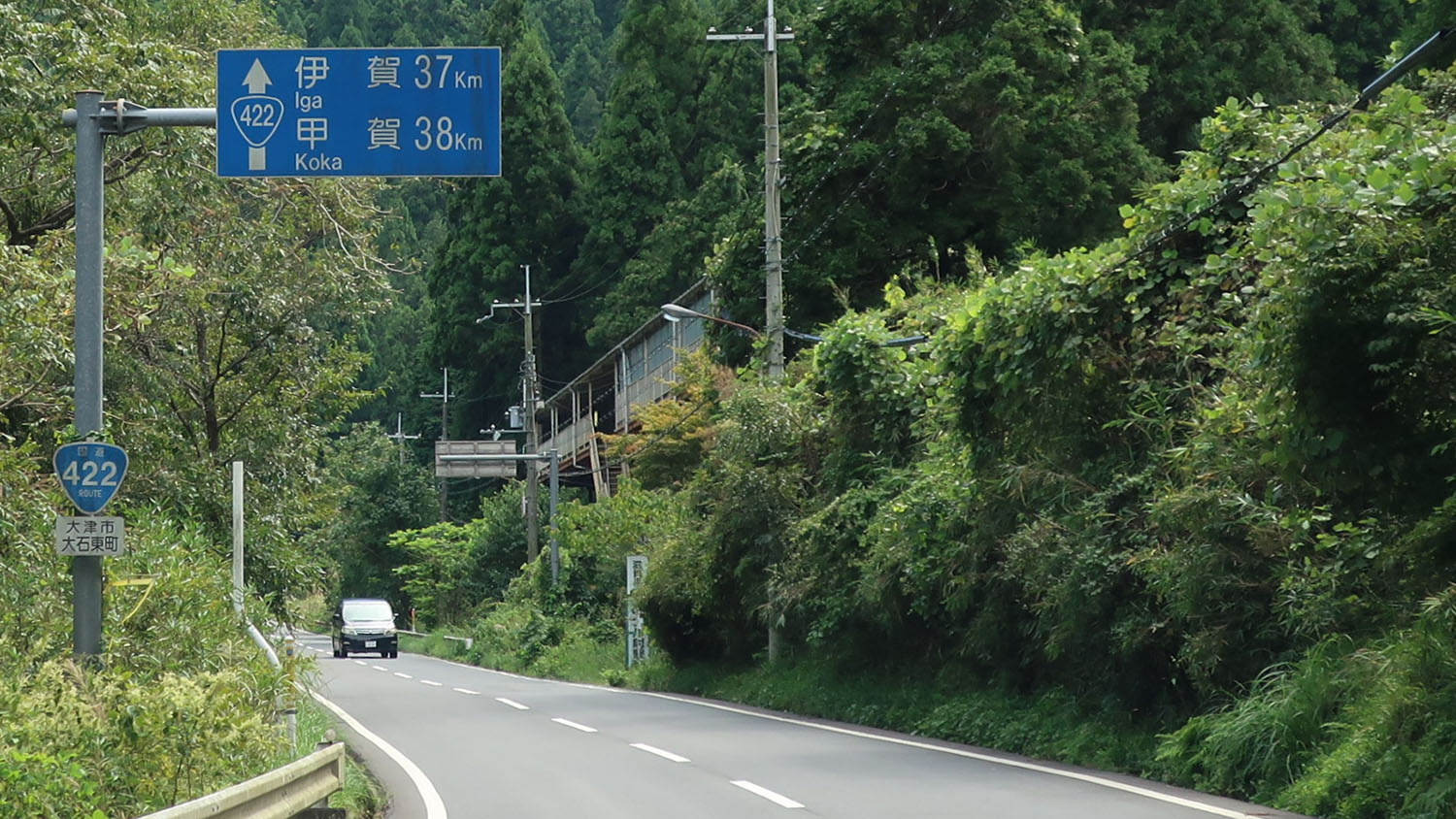
滋賀県大津市大石東町 （2018年9月撮影）
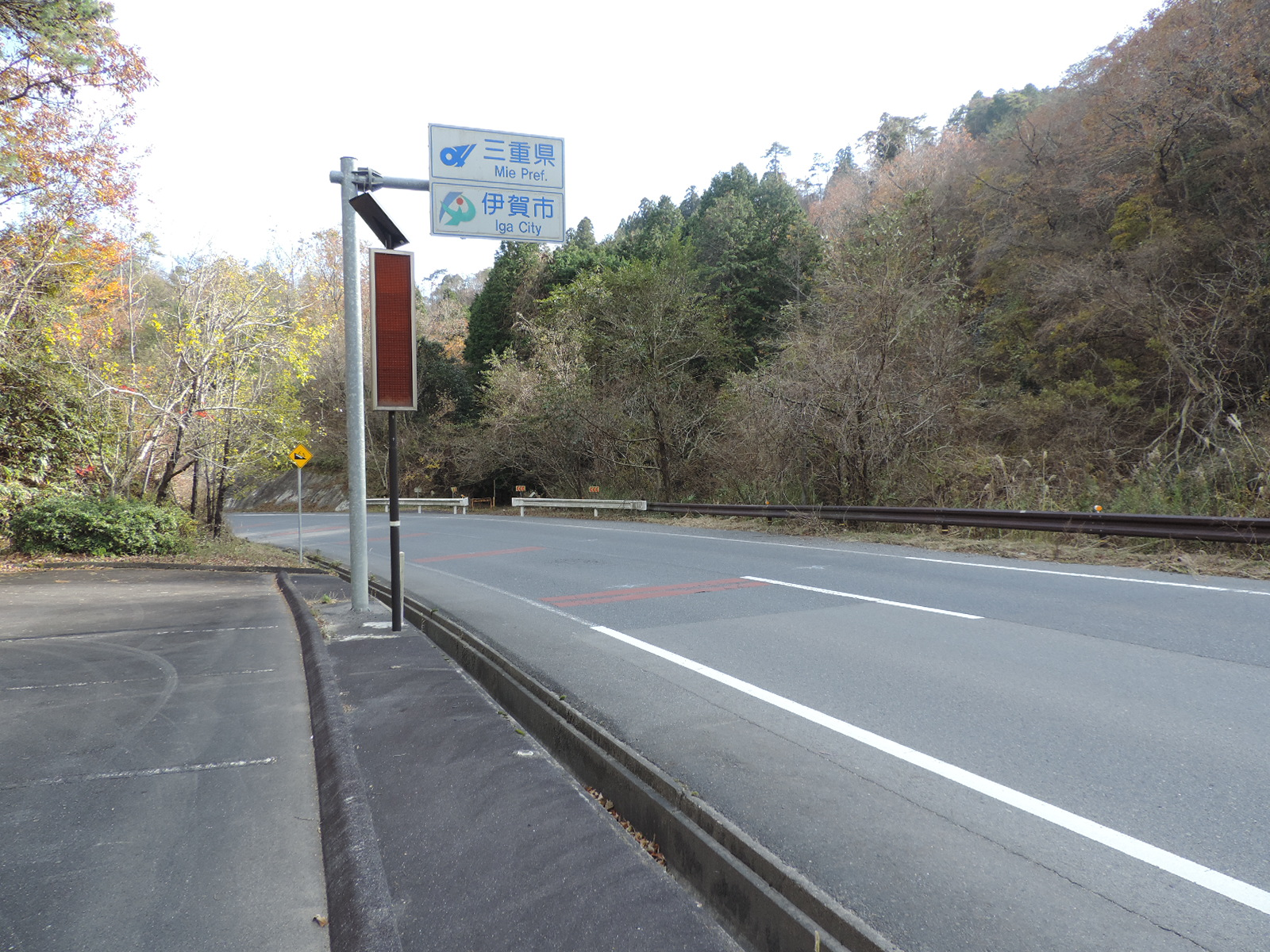
滋賀県・三重県境となる桜峠。紀北町方面をのぞむ （2017年12月）
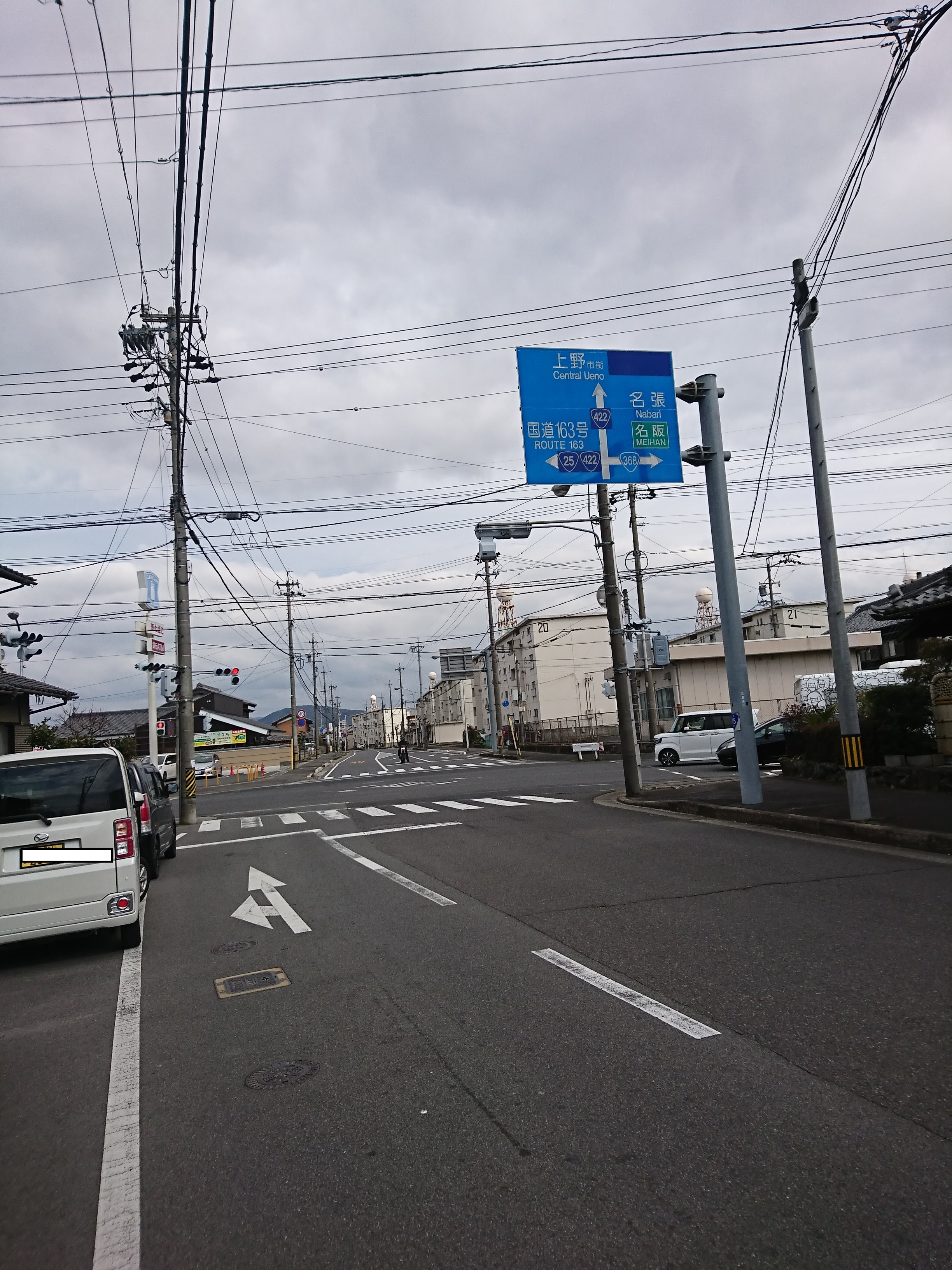
国道422号が国道25号と分岐する八幡交差点 国道368号の起点（2021年2月）
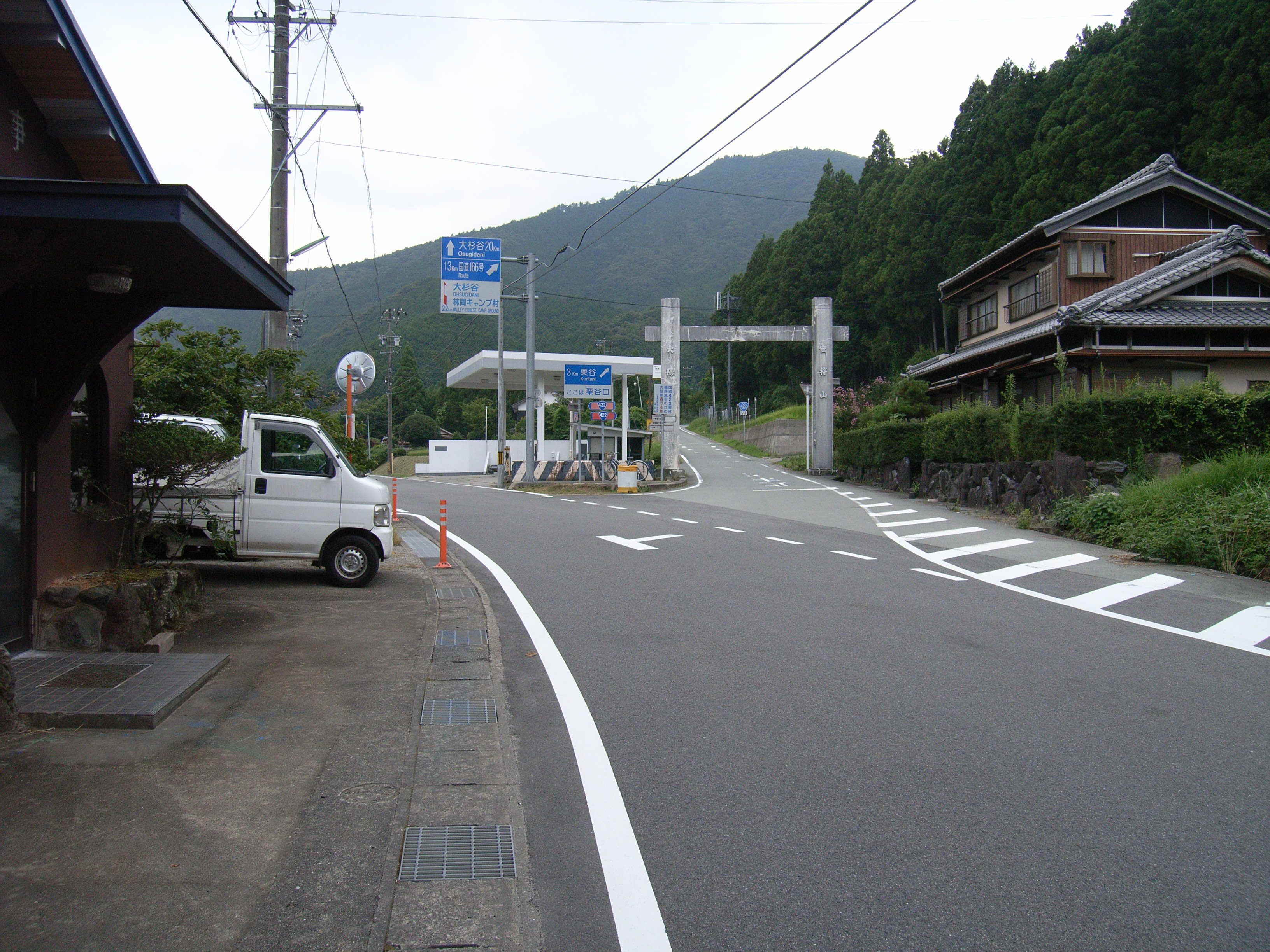
三重県道31号大台宮川線との交差点。 大台町天ケ瀬付近 （2010年8月）
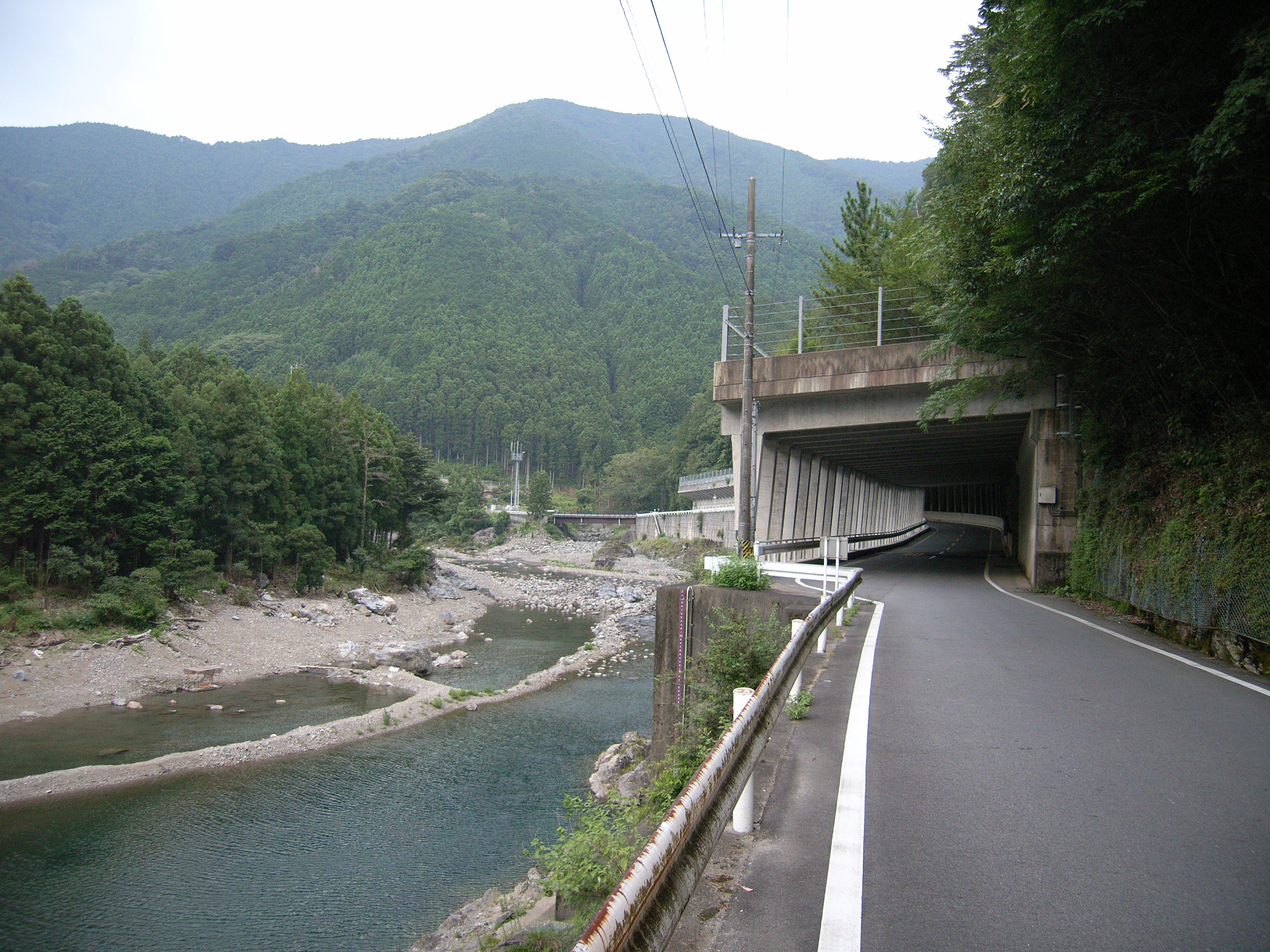
宮川沿いに沿って走る国道422号。大台町桧原付近
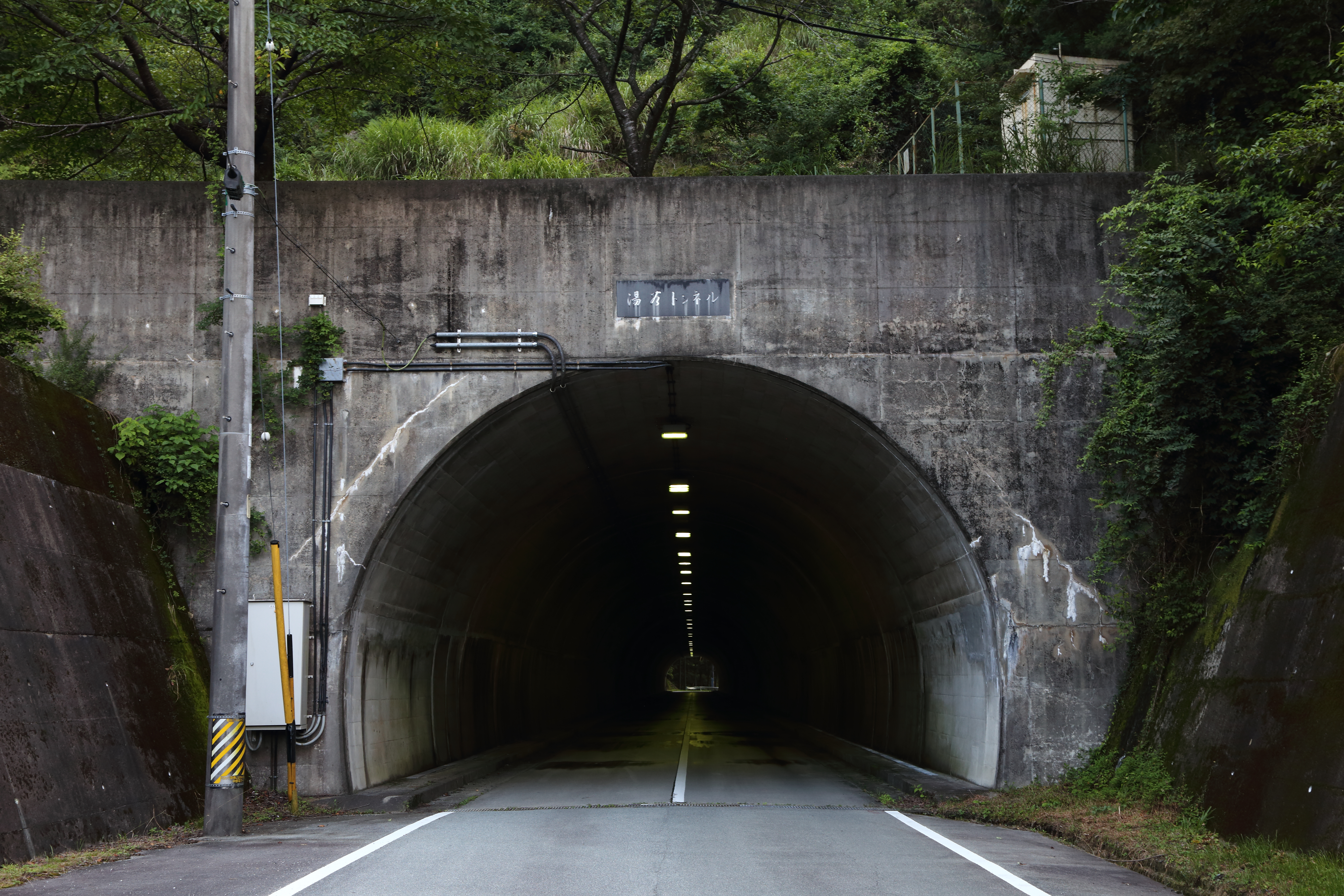
湯谷トンネル　三重県多気郡大台町側 （2019年7月）